# Памятник Мстиславу Ростроповичу
Памятник Мстиславу Ростроповичу — памятник в Москве, установленный в 2012 году. Посвящён знаменитому виолончелисту, пианисту и дирижёру, народному артисту СССР Мстиславу Ростроповичу. Расположен в Брюсовом переулке, в сквере Мстислава Ростроповича. Авторы памятника — скульптор Александр Рукавишников и архитектор Игорь Воскресенский.

## Описание

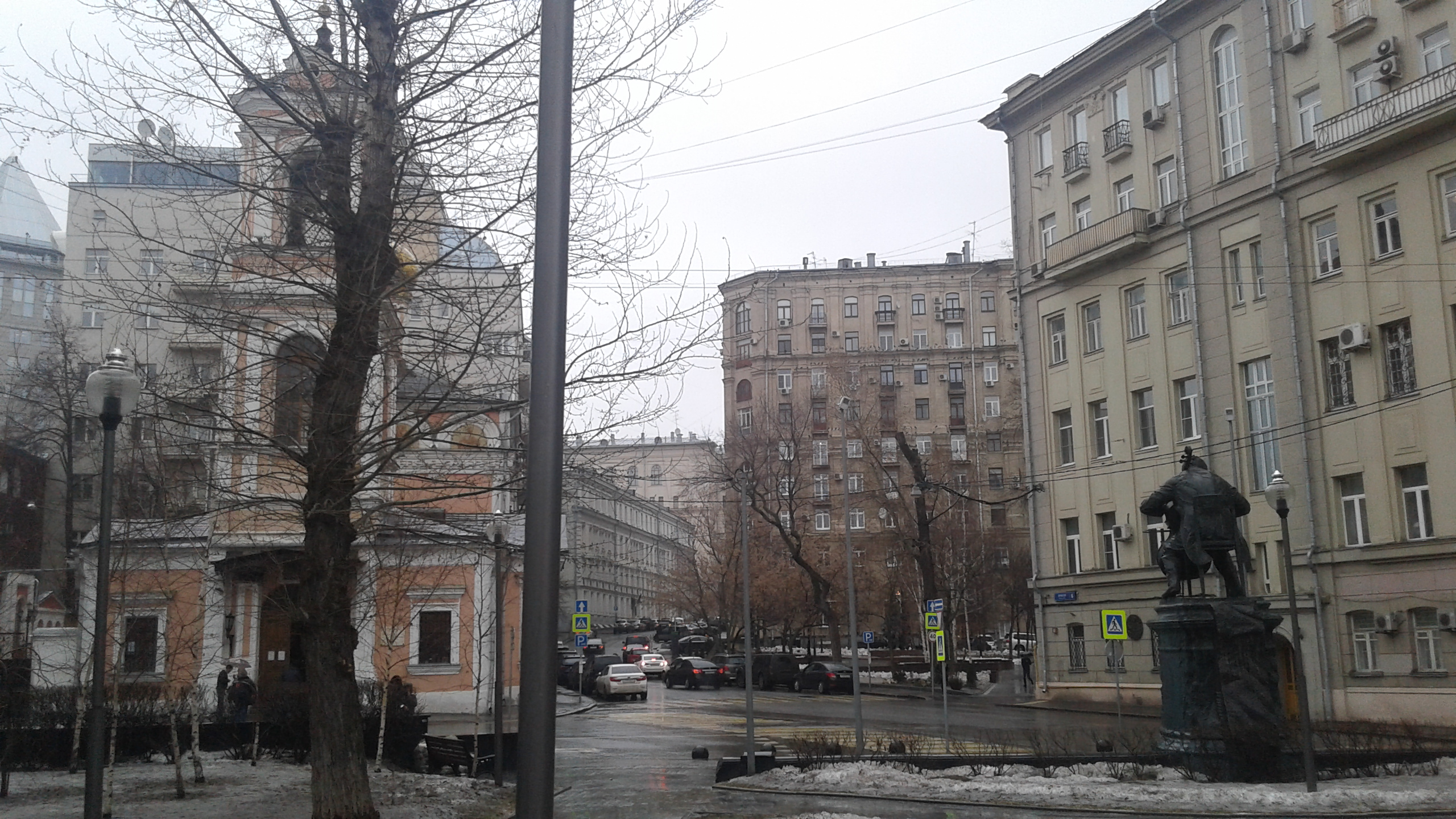
Общий вид сквера Мстислава Ростроповича с памятником.

Скульптура Мстислава Ростроповича изготовлена из бронзы и установлена на бронзовом постаменте, декорированном гранитной плитой. Музыкант изображён во время игры на виолончели. Создаётся впечатление, что сейчас зазвучит музыка в его исполнении. По словам автора памятника скульптора Александра Рукавишникова, «в скульптурной композиции удалось раскрыть безудержную энергию музыканта, которая помогала ему успешно реализовывать любые свои начинания».

## История
Место для установки памятника выбрано не случайно. Мстислав Ростропович и его супруга Галина Вишневская жили неподалёку, в девятиэтажном доме № 8/10 (Московский дом композиторов) в Брюсовом переулке. Это здание было специально построено для композиторов и профессоров Московской Консерватории. В этом доме жили также Дмитрий Кабалевский, Арам Хачатурян, Дмитрий Шостакович, Леонид Коган, Святослав Рихтер.
Церемония открытия памятника состоялась 29 марта 2012 года. Открытие скульптуры приурочили к 85-летнему юбилею музыканта. На церемонии открытия присутствовали в то время премьер-министр России В. В. Путин и мэр Москвы С. С. Собянин.
Через 5 лет сквер около памятника также был назван именем Ростроповича.